# Fabio Cordi
Fabio Cordi (Aosta, 5 agosto 1988) è uno snowboarder italiano, specialista dello snowboard cross.

## Palmarès

### Coppa del Mondo di snowboard
- Miglior piazzamento in Coppa del Mondo di snowboard cross: 18º nel 2014.
- 1 podio:
  - 1 vittoria.

#### Coppa del Mondo - vittorie
| Data          | Luogo     | Paese    | Disciplina |
| ------------- | --------- | -------- | ---------- |
| 11 marzo 2014 | Veysonnaz | Svizzera | SBX        |

### Coppa Europa
- Miglior piazzamento in classifica generale: 8º nel 2009.
- 6 podi:
  - 1 vittoria;
  - 1 secondo posto;
  - 4 terzi posti.

#### Coppa Europa - vittorie
| Data             | Luogo | Paese  | Disciplina |
| ---------------- | ----- | ------ | ---------- |
| 26 febbraio 2012 | Soči  | Russia | SBX        |